# Кылыч-Арслан IV
Кылыч-Арслан IV (араб. ركن الدين قلج ارسلان بن كيخسرو‎, Рукн ад-дин Кылыч-Арслан бин Кейюсрев) — султан Рума, правивший в 1246—1264 годах.

## Смерть отца
Султан Кейхюсрев II был убит собственными придворными в 1246 году. После его гибели монгольский наместник решил передать власть в Конийском султанате старшему сыну погибшего — Кейкавусу II.
После поражения при Кёсе-даге на окраинах султаната начали появляться независимые владения туркменских вождей, которые активно занимались разбоем и нападали на города. Кавусу удалось навести порядок, но тут начались распри с Арсланом.

## Триумвират (1246—1257)
Опасаясь гражданской войны, монголы передали управление трём сыновьям Хосрова — Кей-Кавусу II, Кей-Кубаду II и Кылыч-Арслану IV.
Однако совместное правление было неудачной идеей: братья постоянно интриговали друг против друга и перекупали наёмников. Последней каплей стало решение Кавуса назначить византийского изгнанника Михаила Палеолога командующим христианскими наёмниками, из-за чего пошли слухи о переходе султана в христианство. Больше всех об этом говорил Арслан, и старший брат отправил его в темницу и освободил лишь под давлением монголов. Самый младший брат — Кей-Кубад II с известием о свободе Арслана был отправлен в ставку монголов, но на обратном пути в 1257 году погиб.

## Дуумвират (1246—1257)
По решению Хулагу-хана, Кавус получал земли к западу от реки Галас, а Арслан — к востоку. Но старший брат считал эти условия невыгодными и начал переговоры с египетскими мамлюками о совместных действиях против монголов. Те прослышали о заговоре, и Кавус бежал к никейскому императору Феодору II Ласкарису, где и остался.

## Смерть
Став в 1260 году единоличным султаном Рума, Арслан обладал малой властью, так как был монгольским данником. Кочевники зорко следили за ним и в 1264 году позволили его министру Сулейману перван Муин ад-дину, полностью влиявшему на правителя, убить его.
После убийства тот провозгласил новым государем сына убитого — Кейхюсрева III. По причине его малолетства власть в стране перешла в руки монгольских наместников.

Похоронен Кылыч-Арслан IV в мечети Ала ад-Дина в Конье.